# Davau do Norte
Davau do Norte (em inglês: Davao del Norte; em cebuano: Amihanang Dabaw; em tagalo: Hilagang Davao) é uma província da região de Davau, nas Filipinas. De acordo com o censo de 1 de maio  de  2020 possui uma população de 1 125 057 pessoas e 271 655 domicílios.
A sua capital é Tagum.

## Subdivisões
Municípios
- Asuncion
- Braulio E. Dujali
- Carmen
- Kapalong
- Nova Corella
- San Isidro
- Santo Tomas
- Talaingod

Cidades
- Panabo
- Samal
- Tagum